# Celia Juárez
Celia Juárez (Buenos Aires, 1918 - ibídem, 12 de julio de 2011) fue una actriz de cine, teatro, radio y televisión argentina.

## Carrera
Celia Juárez inició su carrera en teatro, pero fue en radio donde tuvo su gran incursión en el mundo artístico en las décadas de 1940 y de 1950 en la que compuso, junto a los más importantes galanes del momento, las principales emisoras porteñas con los más disímiles personajes. Trabajó en innumerables radionovelas que, en su momento, la tuvieron como una de las preferidas del público.
En 1946 integra la lista de La Agrupación de Actores Democráticos, durante el gobierno de Juan Domingo Perón, y cuya junta directiva estaba integrada por Pablo Racioppi, Lydia Lamaison, Pascual Nacaratti, Alberto Barcel y Domingo Mania.

### Filmografía
- 1940: Galleguita
- 1975: Los días que me diste
- 1987: Vínculos como Elsa
- 1998: Mar de amores como la Abuela León
- 2000: Nueve reinas como la Sra. Sandler[2]

### Televisión
- 1969: Un pueblo llamado infierno
- 1969: Las telenovelas de la tarde con Eduardo Rudy
- 1970: Años de amor y coraje como Paulina
- 1971: Teatro 13
- 1971/1972: Teatro Palmolive del aire como Paula
- 1973: El teatro de Myriam de Urquijo
- 1973: Cacho de la esquina  como Paula
- 1973: Alta Comedia
- 1980: Un día 32 en San Telmo como Matilde
- 1981: Las 24 horas  como Antonia
- 1981: El ciclo de Guillermo Bredeston y Nora Cárpena
- 1981: Me caso con vos
- 1982/1983: Todos los días la misma historia
- 1983: Esa provinciana como Teresa
- 1985: Coraje mamá como Sagrario
- 1986: Venganza de mujer  como Laureana
- 1989: La extraña dama
- 1991: Es tuya... Juan
- 1992: Alta Comedia
- 1992: Micaela como Leonor Morandi
- 1992: La elegida en el rol de le Hermana Teresa
- 1992: El precio del poder
- 1994: Con alma de tango  como Doña Lucero
- 1997: Laberinto sin ley
- 1997: El signo
- 2000: Primicias
- 2000: Los médicos de hoy

### Radio
Participó en Los Pérez García en el papel de Luisa, la hija, emitido por Radio El Mundo. También trabajaron Martín Zabalúa, Sara Prosperi, Jorge Norton, Pepita Forn, Julián Bourges, Gustavo Cabero y Nina Nino.
En 1957 trabajó en radioteatro bajo la dirección de Carlos Hugo Christensen por Radio Belgrano.
Trabajó en la 97.3  en La palabra, el deseo, la locura con Inda Ledesma, Juan Carlos Puppo, Patricia Gilmour, Marcelo Nacci, entre otros.
Trabajó tanto en radioteatro como en teleteatro con grandes de la talla de Oscar Casco, Hilda Bernard, Eduardo Rudy, Juan Carlos Thorry, Alfredo Iglesias, Juan Bernebé Ferreyra, Juan Carlos Dual, Julia de Alba, Ricardo Lavié, Jorge Salcedo, Olga Vilmar, Alfredo Alcón Y José Castro Volpe, entre muchos otros.

### Teatro
- El diario de Anna Frank
- Milagro en el mar
- Las aventuras del Chicharro Fontana (1938)
- Chiquita María de Roberto Lopresti (1950), junto a Eduardo Rudy.
- Un enemigo del pueblo (1961), con la Compañía de Francisco Petrone.
- Hogar de mujeres (1979)
- Paula.Doc (1998)
- Desde el engaño (1998)

## Vida privada
Estuvo casada por varias décadas con el actor Roberto Lopresti, con quien tuvo su hija también actriz, Gloria Lopresti.

## Homenajes
En 1997, en un Homenaje en el Día del Actor, se la distinguió en los Premios Podestá  por sus 50 años de carrera.

## Fallecimiento
Celia Juárez murió el 12 de julio de 2011 debido a causas naturales. Sus restos descansan en el panteón de la Asociación Argentina de Actores del Cementerio de la Chacarita. Tenía 93 años.